# Gerbrand van den Eeckhout
Gerbrand van den Eeckhout, nizozemski slikar, * 19. avgust 1621, † 22. oktober 1674.